# Верхний Шпревальд-Лаузиц
Ве́рхний Шпре́вальд-Ла́узиц (Ве́рхний Шпре́вальд-Лу́жица; нем. Oberspreewald-Lausitz) — район в Германии. Центр района — город Зенфтенберг. Район входит в землю Бранденбург. Входит в состав Верхней Лужицы. Занимает площадь 1217 км². Население — 122,2 тыс. чел. (2010). Плотность населения — 100 человек/км². Официальный код района — 12 0 66.
Район подразделяется на 25 общин.

## Города и общины
1. Зенфтенберг (26 586)
2. Лауххаммер (17 059)
3. Люббенау (16 884)
4. Гросрешен (10 317)
5. Фечау (8769)
6. Калау (8559)
7. Шипкау (7390)
8. Шварцхайде (6102)
9. Руланд (3922)
10. Альтдёберн (2695)
11. Ортранд (2280)
12. Нойпетерсхайн (1444)
13. Гроскмелен (1184)
14. Хоэнбока (1100)
15. Лукайцталь (876)
16. Хермсдорф (840)
17. Теттау (824)
18. Фрауэндорф (762)
19. Линденау (741)
20. Шварцбах (728)
21. Кроппен (724)
22. Бронков (634)
23. Ной-Зеланд (593)
24. Грюневальд (587)
25. Гутеборн (578)

(30 сентября 2010)